# Carlos de Brito Velho
Carlos de Brito Velho (Porto Alegre, 1912 — Torres, 1998) foi um político brasileiro.
Foi eleito deputado estadual, pelo PL, para a 37ª Legislatura da Assembleia Legislativa do Rio Grande do Sul, de 1947 a 1951. Deputado Federal, em 1963 fazia parte da Comissão de Educação da Câmara de Deputados. Após a edição do Ato Institucional nº 5, renunciou ao mandato. Foi Secretário de Educação do Rio Grande do Sul.